# Клефти

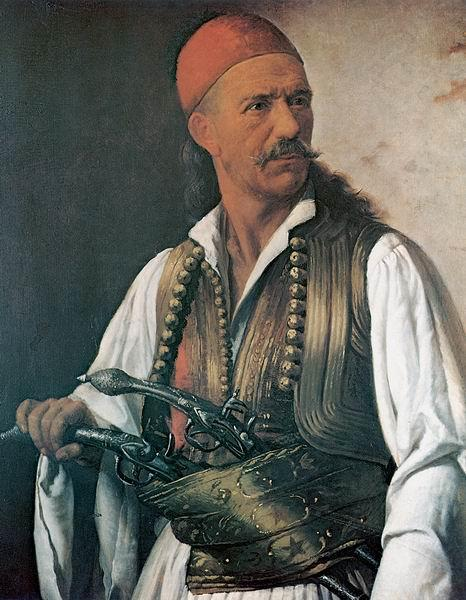
Дімітріос Макріс — ватажок клефтів 19 століття

Клефти (грец. Κλέφτες — дослівно «грабіжники») — грецькі селяни-партизани, боролися проти турецького панування.
Клефти нападали, головним чином, на місцевих турецьких феодалів і представників турецької адміністрації, а також на грецьких землевласників-кодзабасів, які й дали їм прізвисько «злодії». У 17-18 ст. рух клефтів, незважаючи на каральні заходи турецької влади, набув значного розмаху, що змусило турецький уряд наприкінці 17 століття легалізувати частину загонів клефтів (так звані, арматоли), доручивши їм функції внутрішньої варти.
У грецькій національно-визвольній революції 1821-29 рр. клефти та арматоли складали основний кістяк повстанських сил. Збереглися численні народні пісні про подвиги клефтів.